# 哆基朴的天空

哆基朴含淚度過孤單的雪夜。

哆基朴的天空（英語：Doggy Poo）是一部韓國勵志童話，作者為韩国儿童文学家權正生（권정상，Jung-Saeng Kwon），原著于1968年獲韓國兒童文學獎，后改編為動畫片。哆基朴是英文Doggy Poo的音譯，意譯是小狗屎的意思。該故事表現了即使再卑微的事物都有其存在的意義這一道理。
電影哆基朴的天空是Itasca Studios出品的一部黏土動畫片，即主要的人物以黏土塑形。導演權五聖（권오성，Oh-Sung Kwon），配樂及作詞為李閏珉（Yiruma，Yi Yoon Min），于2003年製作完成，2004年3月23日首映。

## 故事概要
哆基朴在一只小花狗排泄之後來到這個世界。孤單一人趴在農村的小路邊上，他感到這個世界很美，但是卻不知道自己存在的意義，因爲連鳥兒都不喜歡它。一堆被農夫掉落在路旁，原本是從田地裏挖來蓋房的泥土，告訴哆基朴萬物都有存在的意義，他一定會有用的。後來，泥土被農夫又帶回了農田，離開了哆基朴。晚上，一片被風吹來的葉子來到哆基朴身邊，她告訴哆基朴萬物都是生死循環的，只是方式不同，隨後，葉子又被風吹走了。一只母雞帶領一群小雞路過哆基朴的身旁，哆基朴請求它們把他作爲午餐，卻被拒絕。哆基朴感到自己不被這個世界需要，含着淚度過了雪夜。一場春雨后，哆基朴旁邊伸出了一支蒲公英，她對哆基朴說，她要開出美麗的花，一定要哆基朴的幫助，哆基朴終于知道自己原來可以幫助蒲公英開出美麗的花，激動的接受了這個請求。蒲公英和哆基朴抱在一起……盛夏，蒲公英開出了美麗的花兒，然後又化作千萬個蒲公英種子隨風飛過高山、峽谷，飃過森林，飛向遠方……

## 獲獎情況
- 2003年東京國際動畫節優秀作品賞
- 2003年韓國FIFECA最佳動畫獎
- 2004年入圍台灣國際兒童電視影展最佳動畫

## 外部連結
- 哆基朴的天空官方網站（英文）（页面存档备份，存于）
- 哆基朴的天空官方網站（韓文）
- 哆基朴的天空在imdb的介紹（英文） （页面存档备份，存于）
- 哆基朴的天空在齊威國際媒體上的網站（正體中文）